# Ди Вашконселуш, Таша
 Таша ди Вашконселуш (англ. Tasha de Vasconcelos; родилась 15 августа 1966, Бейра (Мозамбик)) — канадская фотомодель и актриса португало-английского происхождения.

## Биография
Родилась 15 августа 1966 года в городе Бейра (Мозамбик). Мать — англоафриканка, отец — португалец
Анголы (его родители были родом из северной Португалии). Из-за общественных беспорядков в Португальской Восточной Африке её семья переехала в Канаду, где Таша изучала международные отношения в Университете Британской Колумбии. В 1998 году Таша окончила «Центр дипломатических и стратегических исследований» в Париже.
Модельная карьера Таши началась в Канаде, когда её заметил нью-йоркский фотограф Стивен Майзель, организовавший её первые съемки для обложки журнала «Vogue». Позже она также снималась для обложек журнала «ELLE» и других. Работает с брендом «Nivea».
Таша изучала актёрское мастерство в театральной школе «Кур Флоран» и «Центральной школе речи и драмы» в Париже.
В 1998 года она дебютировала в кино. Наиболее известна благодаря роли графини Александры в фильме «Агент Джонни Инглиш».
В 2006 году Таша участвовала в церемонии закрытия XXVIII Московского кинофестиваля.
Таша наряду с Джуди Денч и Джиллиан Андерсон сыграла в постановке «Очарованный вечер» в Королевском театре Лондона на гала-концерте на музыку Ричарда Роджерса в помощь ассоциации борьбы с нейрофиброматозом.
На сегодняшний день Таша работает в детском фонде Нельсона Манделы в Южной Африке, послом доброй воли ЮНИСЕФ (UNICEF) в Боливии и Алжире, и с ЮНЭЙДС (UNAIDS) в Мозамбике специальным борцом за права детей.

## Личная жизнь
С 2009 года дружит с певцом Брайаном Ферри, с которым познакомилась на 150-летнем юбилее «Красного креста».

## Фильмография
| Год  |   | Русское название                  | Оригинальное название        | Роль               |
| ---- | - | --------------------------------- | ---------------------------- | ------------------ |
| 1998 | ф | Богачи, красотки и так далее      | Riches, belles, etc.         | Инес               |
| 2000 | с | Загар                             | Sunburn                      | переводчик         |
| 2000 | с | Идеальный мир                     | Perfect World                | Лорен Хадсон       |
| 2001 | ф | Убийство в «Восточном экспрессе»  | Murder on the Orient Express | Вера Россакофф     |
| 2001 | с | Ларго                             | Largo Winch                  | женщина            |
| 2002 | с | Охотники за древностями           | Relic Hunter                 | Каина              |
| 2002 | с | Динотопия                         | Dinotopia                    | Тина               |
| 2003 | ф | Точки над и                       | Dot the I                    | мать Кита          |
| 2003 | ф | Агент Джонни Инглиш               | Johnny English               | графиня Александра |
| 2008 | ф | Сюита для двоих                   | Une suite pour 2             | Ольга Семерентовна |
| 2011 | ф | Агент Джонни Инглиш: Перезагрузка | Johnny English Reborn        | графиня Александра |